# Hydriomena prisca
Hydriomena prisca là một loài bướm đêm trong họ Geometridae.